# Écluses du Volkerak
Les écluses du Volkerak sont un complexe d'écluses construit dans le cadre du plan Delta permettant la navigation entre deux bras du Rhin et le sud.
Les écluses du Volkerak sont un complexe de quatre systèmes d'écluses, trois pour le commerce et une pour la plaisance, situé dans le Volkerakdam entre le Hollands Diep et le Volkerak. Ce passage est un maillon important pour le Canal de l'Escaut au Rhin. Les écluses sont les importantes  d'Europe sur la base du tonnage marchandise (environ 200 millions de tonnes) et les plus grandes écluses intérieures du monde par la taille.
Le Haringvliet est fermé à la circulation à l'Est. Le Volkerak aurait dû être fermé à l'Est en 1969 : il serait devenu une voie maritime uniquement entre Rotterdam et Anvers, la navigation étant interrompue avec l'Allemagne et la France. Ceci a été jugé inacceptable. Il a donc été décidé de construire des écluses sur le futur barrage. Les deux premières écluses intérieures ont été mises en service en 1967, mais leur capacité s'est bientôt révélée complètement insuffisante, ce qui entraînait de longues attentes. En 1977, le complexe a été élargi avec une écluse supplémentaire pour l'intérieur et une écluse séparée pour bateaux de plaisance.